# KLM uk
KLM uk – nieistniejąca brytyjska spółka córka holenderskiej linii lotniczej KLM. Obsługiwała połączenia na Wyspach Brytyjskich oraz między Wielką Brytanią a głównym hubem linii – lotniskiem Amsterdam-Schiphol.
KLM utworzył markę KLM uk na bazie brytyjskiej linii AirUK, której większościowy pakiet akcji zakupił w 1998. W 2000, KLM uk utworzyło spółkę-cókę: niskokosztową linię Buzz, która w założeniu miała rywalizować na europejskim rynku z takimi przewoźnikami jak Ryanair czy EasyJet. Przejęła ona wszystkie połączenia linii poza lotami do Amsterdamu, które pozostały domeną KLM uk.
W 2003 Buzz został jednak sprzedany linii Ryanair, a pozostała część KLM uk wcielona do KLM Cityhopper.

## Flota KLM uk[1]
| Samolot (model) | Liczba |
| --------------- | ------ |
| ATR 42          | 1      |
| ATR 72          | 9      |
| Bae 146         | 13     |
| Fokker 50       | 5      |
| Fokker 100      | 17     |